# 정수정
정수정(鄭秀晶, 1994년 10월 24일~) 또는 크리스탈(영어: Krystal)은 미국, 대한민국의 가수, 배우이다. 걸 그룹 f(x)의 멤버로 데뷔해 2019년까지 활동했다. 배우 활동은 한국어명인 정수정을 사용하며 MBC 시트콤 《하이킥! 짧은 다리의 역습》을 통해 배우 활동을 시작했다.

## 학력
- 한국켄트외국인학교 중등부 (졸업)
- 한림연예예술고등학교 연예과 (졸업)
- 성균관대학교 연기예술학과 (재학)

## 생애
크리스탈은 1994년 10월 24일 미국 캘리포니아주 샌프란시스코에서 태어났다. 한국 이름은 정수정이다. 2000년 대한민국으로 잠시 입국했다가 롯데백화점 분당점에서 SM 엔터테인먼트의 캐스팅부 실장과 직원에게 언니 제시카와 함께 캐스팅되었다. 분당에 있는 한국 초등학교에 입학하였으나 10살 때 한국켄트외국인학교로 전학가게 되었다. 캐스팅 이후 어린 시절부터 몇편의 광고에 출연하였고, 2006년 13세의 나이로 본격적으로 연습생 생활을 시작해 여러 광고 출연 외에도 샤이니의 〈줄리엣〉 뮤직 비디오에 출연했으며 먼저 데뷔해 인기를 모은 소녀시대의 전멤버 '제시카의 여동생으로 화제를 모았다. 그리고 2009년 9월 5일, 16세의 나이로 f(x)의 멤버로서 데뷔 곡인 라차타 (LA chA TA)와 함께 가요계에 첫 발을 내디뎠다.

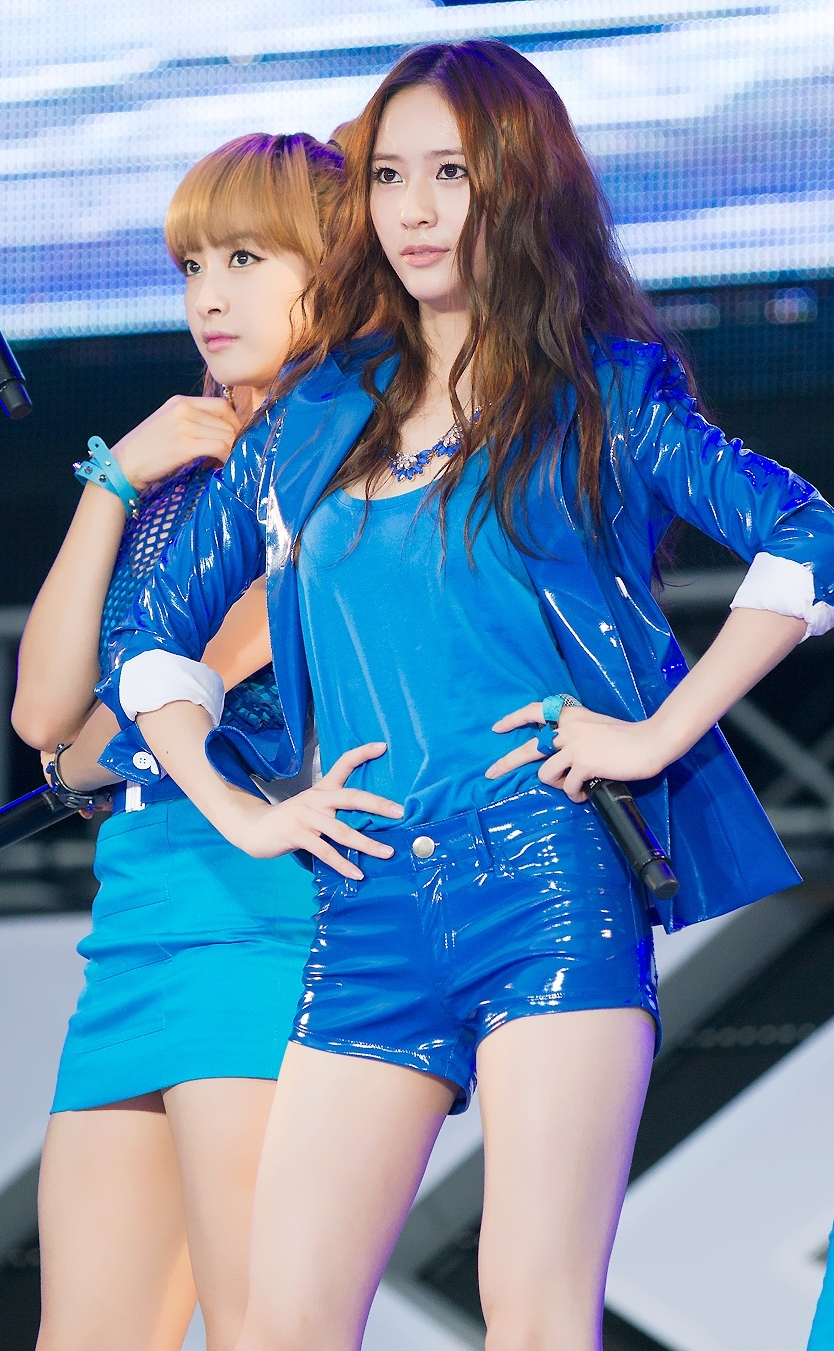
2012년 8월, SM Town Live World Tour III에서 크리스탈.

2010년, 크리스탈은 한림연예예술고등학교 연예과에 입학했다. 그 해 5월에 f(x)의 첫 번째 미니앨범의 타이틀곡 〈Nu 예삐오〉로 활동하며 완벽한 11자 복근을 드러내는 안무로 많은 주목을 받았다. 뮤직 드라마 멜로디 프로젝트에서 여주인공을 맡아 테마곡 〈Melody〉를 직접 불렀는데, 사실 이 역할은 소녀시대의 윤아가 맡기로 했었으나 스케줄 문제로 윤아와 비슷한 외모의 크리스탈이 맡았다. 'Nu 예삐오' 활동을 마무리한 후, 크리스탈은 《볼수록 애교만점》에서 연기자로 데뷔하며 극 중에서 '정수정' 역을 맡았다. 크리스탈의 본명이기도 한 정수정은 극에서 김성수의 조카로 출연했다. 또한 크리스탈은 2011년 SBS 《김연아의 키스 & 크라이》에 고정 출연해 타고난 운동신경과 노력으로 퀄리티 높은 무대를 완성해 우승을 거머진 주인공이기도 하다. 다른 연기 경력으로는 〈Hot Summer〉 활동을 마무리 후, 2011년부터 2012년 3월까지 MBC 시트콤 《하이킥! 짧은 다리의 역습》에서 극중 안내상의 딸 '안수정' 역으로 출연했다.

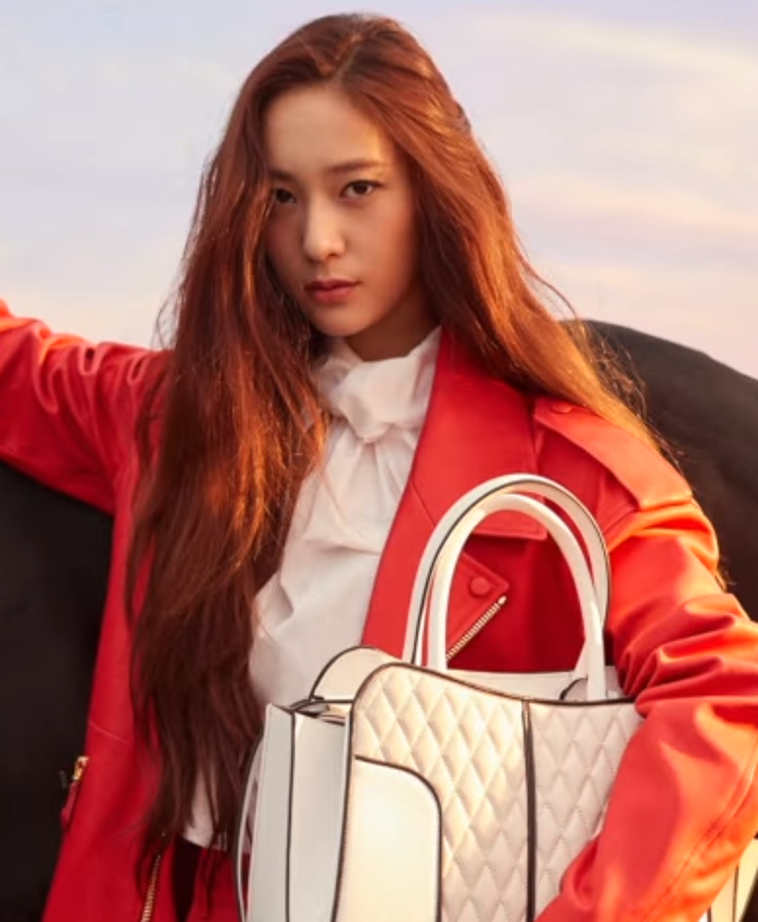
2017년 7월, 마리끌레르 코리아 화보 촬영장에서 크리스탈.

2013년에는 성균관대학교 연기예술학과에 입학하였고, 그 해 여름 〈첫사랑니〉로 활동하며 이전의 비슷했던 짙은 갈색계열의 긴 생머리와는 달리 파격적인 붉은 머리로 염색해 팬들과 대중에게까지 신선한 충격을 안겨줬다. 또한 그 해 겨울에 출연한 화제작 SBS 드라마 《상속자들》에서는 강신효 PD의 적극적인 구애로 캐스팅 되었으며, 극중 '이보나' 역을 맡아 윤찬영 역을 맡은 CNBLUE의 강민혁과 연인 사이를 연기했다. 첫 정극데뷔가 스타 작가 김은숙의 작품이 된 셈이다. 시트콤과 미니시리즈 모두 주연이 아니었고, 평소 대중이 아는 크리스탈의 모습들이 잘 보이며 맡았던 배역들의 캐릭터 또한 겹치므로 크리스탈의 연기력에 대하여 정확히 평가를 하기에는 아직 이르지만, 본 직업이 아이돌 가수라는 점을 감안하고는 깔끔한 연기를 보여줬다고 많은 호평을 받아왔다. 2014년 〈Red Light〉로 컴백하며 화려한 금발로 돌아와 금수정이라는 별명을 얻었으며 활동을 마친 후 SBS 드라마 《내겐 너무 사랑스러운 그녀》에서 주연 '윤세나' 역을 맡아 비(정지훈)와 첫 호흡을 맞췄다. 드라마 내의 OST 《울컥》을 직접 불러 화제가 되었다.
2015년 에프엑스의 전 멤버 설리의 탈퇴 이후 본격적으로 4인조 체제로 변경되고 그 해 10월 27일, 정규 4집 4 Walls로 컴백해 동명의 타이틀 곡 4 Walls로 활동했으며, 이전과는 확연히 달라진 컨셉으로 신선한 퍼포먼스를 선보였다.
2016년 SBS 드라마 《푸른 바다의 전설》 1화에 승무원 민지 역할로 특별출연하였다.
2017년 tvN 드라마 《하백의 신부 2017》에서 여신 무라 역할을 맡았다.
같은 해 11월부터 tvN 드라마 《슬기로운 감빵생활》에서 한의대생 김지호 역으로 출연했다.
2020년 OCN '써치' 로 브라운관 복귀했다

## 음반 목록
솔로
| "어렵고도 쉬운" (with 루나)                                      | 2009 | —  |                           | 천하무적 이평강 OST                    |
| "날개를 펴고" (with 루나, 엠버)                                  | 2010 | —  |                           | 공부의 신 OST                          |
| "불러본다" (with 루나)                                           | 2010 | —  |                           | 신데렐라 언니 OST                      |
| "Melody (Moderato)"                                              | 2010 | —  |                           | Melody Project Part 2                  |
| "나 때문에"                                                      | 2011 | —  |                           | 싸인 OST                               |
| "투정" (with 이특)                                               | 2011 | —  |                           | 일밤 오늘을 즐겨라 발라드 프로젝트 OST |
| "Butterfly" (with 제시카)                                        | 2012 | 22 | - 대한민국 (DL): 300,352+ | 아름다운 그대에게 OST                  |
| "좋았던 건, 아팠던 건..." (with 첸 of S.M. THE BALLAD)           | 2014 | 31 | - 대한민국 (DL): 76,017+  | SM the Ballad Vol. 2 – Breath          |
| "Breath (Japanese Ver.)" (with 최강창민 of S.M. THE BALLAD)      | 2014 | —  |                           | SM the Ballad Vol. 2 – Breath          |
| "Say Yes" (with 제시카, 크리스)                                  | 2014 | —  |                           | Make Your Move OST                     |
| "울컥"                                                           | 2014 | 25 | - 대한민국 (DL): 167,163+ | 내겐 너무 사랑스러운 그녀 OST          |
| "I Don't Wanna Love You" (with 김준원 (글렌 체크))               | 2017 |    |                           |                                        |
| "—" 표시는 차트에 진입하지 못함을 의미함(2010년 이전 자료 없음). |      |    |                           |                                        |

## 작품 목록

### 드라마
| 연도    | 제목                                          | 역할   | 비고          |
| ------- | --------------------------------------------- | ------ | ------------- |
| 2010    | 볼수록 애교만점                               | 정수정 |               |
| 2011~12 | 하이킥 짧은 다리의 역습                       | 안수정 |               |
| 2013    | 왕관을 쓰려는 자, 그 무게를 견뎌라 - 상속자들 | 이보나 |               |
| 2014    | 감자별 2013QR3                                | 수정   | 81회 특별출연 |
| 2014    | 내겐 너무 사랑스러운 그녀                     | 윤세나 |               |
| 2016    | 푸른 바다의 전설                              | 배민지 | 1회 특별출연  |
| 2017    | 하백의 신부 2017                              | 무라   |               |
| 2017~18 | 슬기로운 감빵생활                             | 김지호 |               |
| 2018    | 플레이어                                      | 차아령 |               |
| 2020    | 써치                                          | 손예림 |               |
| 2021    | 경찰수업                                      | 오강희 |               |
| 2022    | 크레이지 러브                                 | 이신아 |               |
| 2024    | 플레이어 2 : 꾼들의 전쟁                      | 차아령 | 특별 출연     |

### 영화
| 연도 | 제목                          | 배역   | 비고      |
| ---- | ----------------------------- | ------ | --------- |
| 2015 | 여자, 남자 - 내 노래를 들어줘 | 정수정 |           |
| 2016 | 비연                          | 비연   | 중국 영화 |
| 2020 | 애비규환                      | 김토일 |           |
| 2021 | 새콤달콤                      | 보영   |           |
| 2023 | 거미집                        | 한유림 |           |

### 예능
| 연도 | 방송사    | 제목                   | 역할      | 비고                      |
| ---- | --------- | ---------------------- | --------- | ------------------------- |
| 2011 | SBS       | 김연아의 키스 & 크라이 | 고정 출연 | 1–14회, 최종 우승         |
| 2011 | SBS       | 강심장                 | 게스트    | 88-89회                   |
| 2012 | SBS       | 일요일이 좋다 - 런닝맨 | 게스트    | 93–94회                   |
| 2014 | Lifestyle | Jessica & Krystal      | 고정 출연 | 1–10회, 리얼리티 프로그램 |
| 2014 | SBS       | 일요일이 좋다 - 런닝맨 | 게스트    | 214회                     |
| 2018 | tvN       | 인생술집               | 게스트    | 90회                      |

### 뮤직 비디오
| 연도   | 가수            | 제목            | 비고 |
| ------ | --------------- | --------------- | ---- |
| 2000년 | 신화            | "Wedding March" |      |
| 2006년 | 비              | "Still Believe" |      |
| 2009년 | 샤이니          | "줄리엣"        |      |
| 2010년 | 멜로디 프로젝트 | "Sweet Dream"   |      |

### 광고
| 연도                 | 기업명                | 브랜드명                                            | 종류                  | 공동 출연                             |
| -------------------- | --------------------- | --------------------------------------------------- | --------------------- | ------------------------------------- |
| 2002년               | 롯데칠성음료          | 차우린                                              | 음료                  |                                       |
| 2003년               | 남양유업              | 이오                                                | 요구르트              |                                       |
| 2003년~2004년        | 유한킴벌리            | 유한킴벌리 ※기업 광고                               | 제지업체              |                                       |
| 2004년               | 오뚜기                | 오뚜기 카레                                         | 식품                  |                                       |
| 2005년               | 오리온                | 오리온 초코파이                                     | 스낵                  |                                       |
| 2005년               | SK텔레콤              | SK 텔레콤                                           | 이동통신              |                                       |
| 2005년               | LG유플러스            | LG유플러스                                          | 이동통신              |                                       |
| 2006년               | 한화그룹              | 한화생명 ※기업 광고                                 | 보험                  |                                       |
| 2006년~2007년        | 윤선생 영어교실       | 윤선생 영어교실                                     | 영어 교육 전문 기업   |                                       |
| 2009년               | LG전자                | 싸이언(CYON) '뉴 초콜릿 폰'                         | 핸드폰                | F(x)                                  |
| 2009년~2011년        | (주)화승              | 케이스위스(K-SWISS)                                 | 스포츠 브랜드         | F(x)                                  |
| 2010년               | 중국 LG전자           | CYON 롤리팝                                         | 핸드폰                | F(x), 샤이니                          |
| 2010년               | 이베이 코리아         | 옥션(신상 뽐 춤)                                    | 인터넷 쇼핑몰         | F(x)                                  |
| 2010년               | 오뚜기                | 뿌셔뿌셔                                            | 스낵                  | F(x)                                  |
| 2010년               | CK 코리아             | 캘빈클라인 진                                       | 의류 브랜드           | 빅토리아, 설리                        |
| 2010년               | 크라운 제과           | 크라운 베이커리                                     | 프랜차이즈 제과제빵점 | F(x)                                  |
| 2010년               | 중국 H2               | H2                                                  | 의류 브랜드           | F(x), 샤이니                          |
| 2010년               | 한게임                | 액션 RPG게임 그랑에이지                             | 온라인 게임           | F(x)                                  |
| 2010년~2011년        | (주)에리트 베이직     | 엘리트 학생복                                       | 학생복(교복)          | F(x), 인피니트                        |
| 2010년~2012년        | (주)코리아 델로스     | 치킨매니아                                          | 치킨                  | F(x)                                  |
| 2010년~2012년        | 한국 존슨앤드존슨     | 클린앤클리어                                        | 화장품                | 서현                                  |
| 2011년               | 코오롱 인더스트리 FNC | QUA                                                 | 여성 의류             | 설리                                  |
| 2011년               | LG전자                | LG전자 한류마케팅                                   | 가전제품              | F(x)                                  |
| 2012년               | 일본 by P&D           | by P&D                                              | 의류 브랜드           | F(x)                                  |
| 2012년               | 이랜드그룹            | 스파오                                              | 스파 의류             | F(x)                                  |
| 2013년               | (주)우림에프앤지      | 스톤헨지                                            | 주얼리                | 제시카                                |
| 2013년               | 롯데쇼핑              | 롯데하이마트                                        | 전자제품 전문유통기업 | 정보석, 박미선, 광희                  |
| 2013년               | 아디다스              | all in the for #my girls 《캠페인 광고》            | 스포츠 브랜드         |                                       |
| 2013년               | 발망                  | 피에르 발망 ※지면 화보                              | 프랑스 의류 브랜드    | 제시카                                |
| 2013년               | (주)발렌타인          | 러브캣 Paris                                        | 가방, 악세사리        | F(x)                                  |
| 2013년               | (주)발렌타인          | 러브캣 비쥬                                         | 쥬얼리                | F(x)                                  |
| 2013년~2017년        | 아모레퍼시픽          | 에뛰드 하우스                                       | 화장품                | 설리(2013년), 2014년부터 단독 모델임. |
| 2014년               | 중국 조이시티         | 프리스타일2                                         | 온라인 게임           | F(x)                                  |
| 2014년               | 중국 블루홀 스튜디오  | 테라                                                | 온라인 게임           | F(x)                                  |
| 2014년               | 푸마 코리아           | 푸마(PUMA) ※지면 광고                               | 스포츠 브랜드         | 안재현, 김원중                        |
| 2014년               | (주)보끄레머천다이징  | 라빠레트                                            | 가방, 악세사리        | 제시카                                |
| 2014년               | (주)LF                | 질바이질스튜어트                                    | 의류 브랜드           | 단독                                  |
| 2014년               | 삼성전자              | 갤럭시 노트4 x 스와로브스키                         | 전자 제품             | 단독                                  |
| 2015년               | 비알코리아            | 베스킨라빈스31                                      | 아이스크림            | F(x)                                  |
| 2015년               | 한국관광공사          | 한국관광공사 홍보모델                               | 공익 광고             | 단독                                  |
| 2016년~2017년        | (주)지오다노          | 지오다노                                            | 캐쥬얼 의류           | 유아인                                |
| 2016년~2017년        | 유한킴벌리            | 화이트 탐폰 화이트 시크릿 홀 화이트 입는 오버나이트 | 위생용품              | 단독                                  |
| 2016년~2017년        | TOD'S                 | TOD'S                                               | 의류브랜드            | 단독                                  |
| 2016년~2017년 (현재) | 바슈롬 코리아         | 바슈롬 레이셀                                       | 렌즈                  | 단독                                  |
| 2016년~2017년 (현재) | 케즈 코리아           | 케즈                                                | 스니커즈 브랜드       | 단독                                  |
| 2016년~2017년 (현재) | GAP 차이나 (중국모델) | GAP                                                 | 의류브랜드            | 단독                                  |
| 2016년~2017년 (현재) | Kotex (중국모델)      | Kotex                                               | 위생용품              | 단독                                  |
| 2018년~ (현재)       | (주)클리오            | 클리오                                              | 화장품                | 단독                                  |

## 수상 내역
| 연도   | 시상식                      | 부문                          | 작품                      |
| ------ | --------------------------- | ----------------------------- | ------------------------- |
| 2010년 | MBC 방송연예대상            | 코미디·시트콤부문 여자 신인상 | 볼수록 애교만점           |
| 2011년 |                             | 최종우승                      | 김연아의 키스 & 크라이    |
| 2014년 | 제2회 드라마피버 어워드     | 베스트커플상 (with 강민혁)    | 상속자들                  |
| 2015년 | 제51회 백상예술대상         | TV부문 여자 인기상            | 내겐 너무 사랑스러운 그녀 |
| 2015년 | 제1회 패셔니스타 어워즈     | 리얼웨이 부문                 |                           |
| 2016년 | 인스타일 스타 아이콘        | 패셔니스타 부문               |                           |
| 2016년 | 제2회 패셔니스타 어워즈     | 리얼웨이 부문                 |                           |
| 2016년 | 쥐메이 어워드 세리머니 2016 | 패션 아이콘 여신상            |                           |
| 2017년 | 제3회 패셔니스타 어워즈     | TV&영화패션 부문              |                           |
| 2019년 | MADAME FIGARO FASHION GALA  | 아시아 스타일 어워드          |                           |
| 2021년 | KBS 연기대상                | 여자 신인연기상               | 경찰수업                  |
| 2022년 | KBS 연기대상                | 여자 인기상                   | 크레이지 러브             |
| 2023년 | 제28회 춘사국제영화제       | 여우조연상                    | 거미집                    |
| 2024년 | 제33회 부일영화상           | 신인여자연기상                | 거미집                    |